# Termas de Río Hondo
Termas de Río Hondo je město nacházející se v provincii Santiago del Estero v severní Argentině. Je sídlem departementu Río Hondo. Při sčítání lidu v roce 2010 mělo město 32 166 obyvatel. V roce 2017 se počet obyvatel města odhadoval na 34 800 lidí. Město leží na východním břehu vodní nádrže Río Hondo a současně na obou březích řeky Dulce.
Původní název města byl Miraflores, později dostalo název Termas. Už koncem devatenáctého století začalo město růst díky cestovnímu ruchu spojenému s lázeňstvím. V roce 1958 získalo město svoji samosprávu. V roce 1966 bylo město přemístěno o 21 kilometrů, neboť na jeho původním místě byla vybudována vodní nádrž. Město je také známé svými horkými prameny a do místních lázní cestuje každoročně množství turistů, přičemž Termas de Río Hondo je tak nejnavštěvovanější město provincie.